# Bürgermeister-Smidt-Straße
Die Bürgermeister-Smidt-Straße ist eine historische Straße in Bremen in Nord-Süd-Richtung. Sie führt vom Hauptbahnhof zur Bürgermeister-Smidt-Brücke über die Weser und zur Langemarckstraße in die Bremer-Neustadt. Sie ist heute eine der bedeutenden Erschließungs- und Durchfahrtstraßen der Bremer Innenstadt mit großer Bedeutung für alle Verkehrsarten. 
Die Querstraßen wurden u. a. benannt als Beim Handelsmuseum nach dem damaligen Namen des Übersee-Museums, Hugo-Schauinsland-Platz nach dem Gründer des Überseemuseums von 1896, Breiten Weg nach einem breiten Weg, Falkenstraße nach dem Raubvogel, Birkenstraße nach dem Baum, Am Wandrahm nach den dort aufgestellten Rahmen der Färber, Contrescarpe nach der Wallseite=scarpe gegenüber=contre der Stadt, Am Wall nach dem Stadtwall, Ansgaritorstraße nach dem Tor, das zur Ansgariikirche führte, Jacobistraße nach der früheren Jakobikirche, Wandschneiderstraße nach den dort ansässigen Gewandschneidern, Hutfilterstraße, Am Brill nach einer kleinen Öffnung in der Bremer Stadtmauer, Martinistraße nach der Martinikirche, Langenstraße (1234 die longa platea) auf Grund ihrer Länge und Schlachte nach slagte, dem Einschlagen der Uferpfähle.

## Geschichte

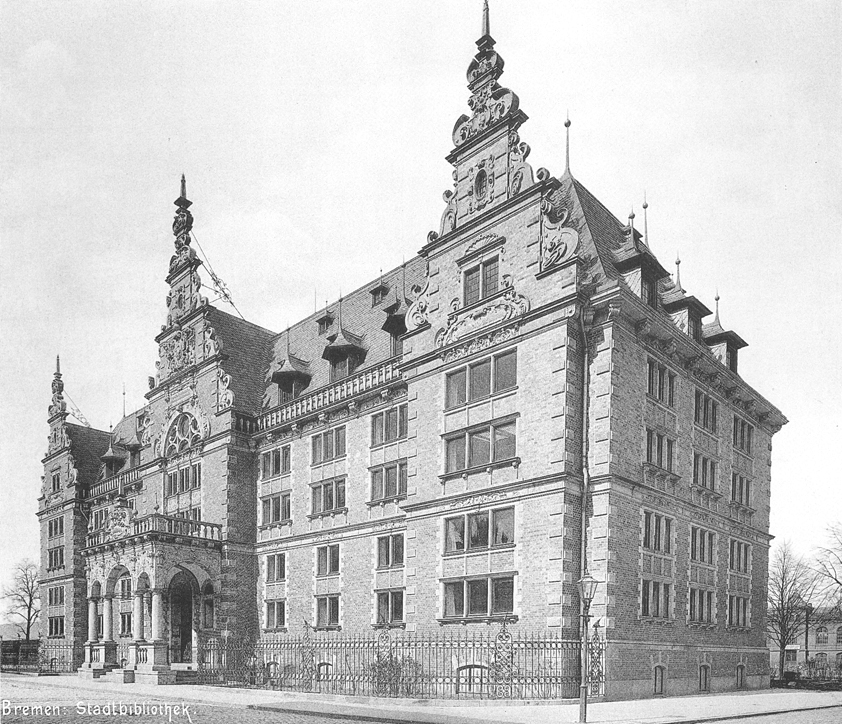
Stadt- bzw. Staatsbibliothek Bremen von 1897; 1944 teilzerstört, 1995 abgerissen

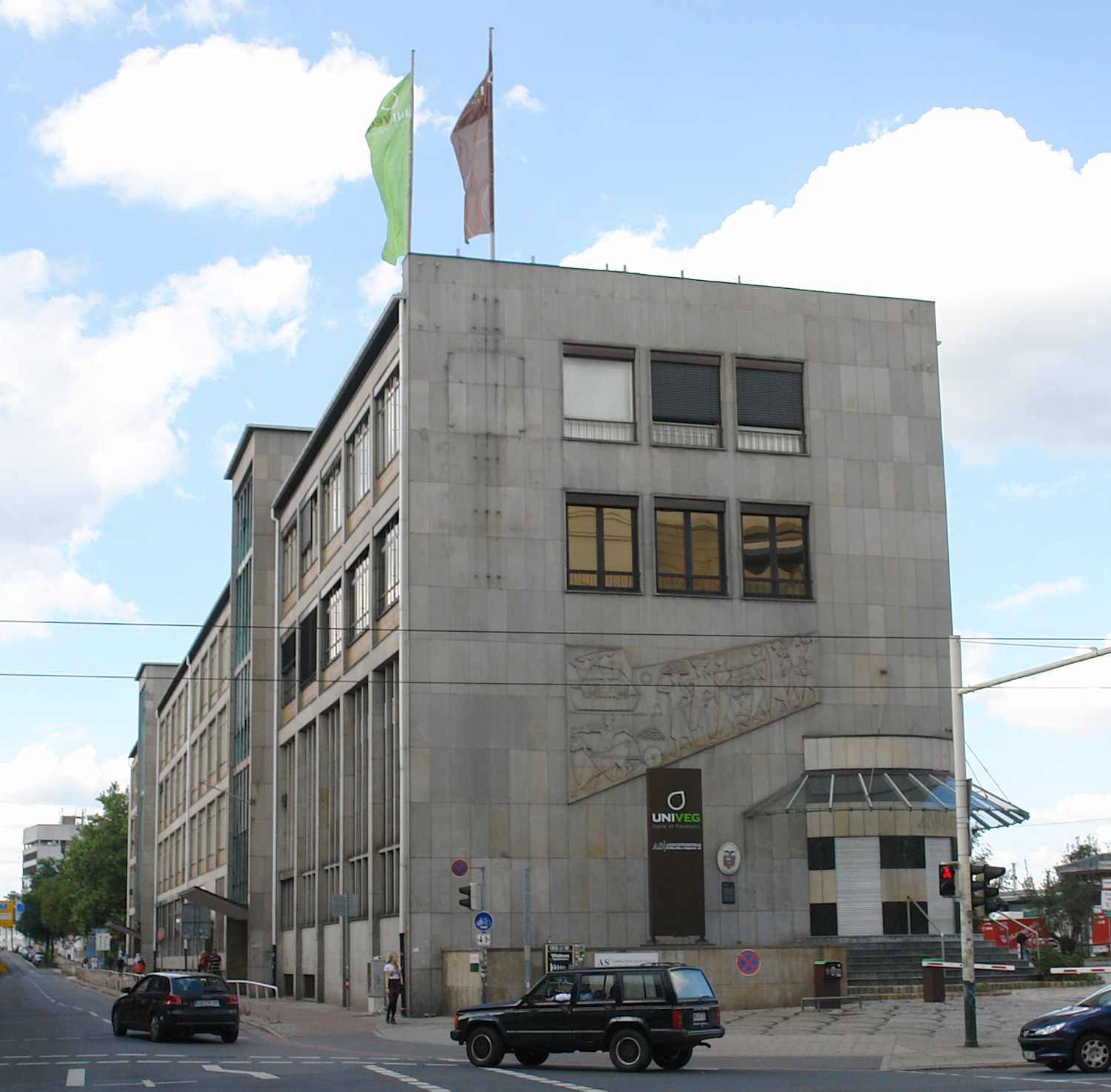
Fruchthof von 1955

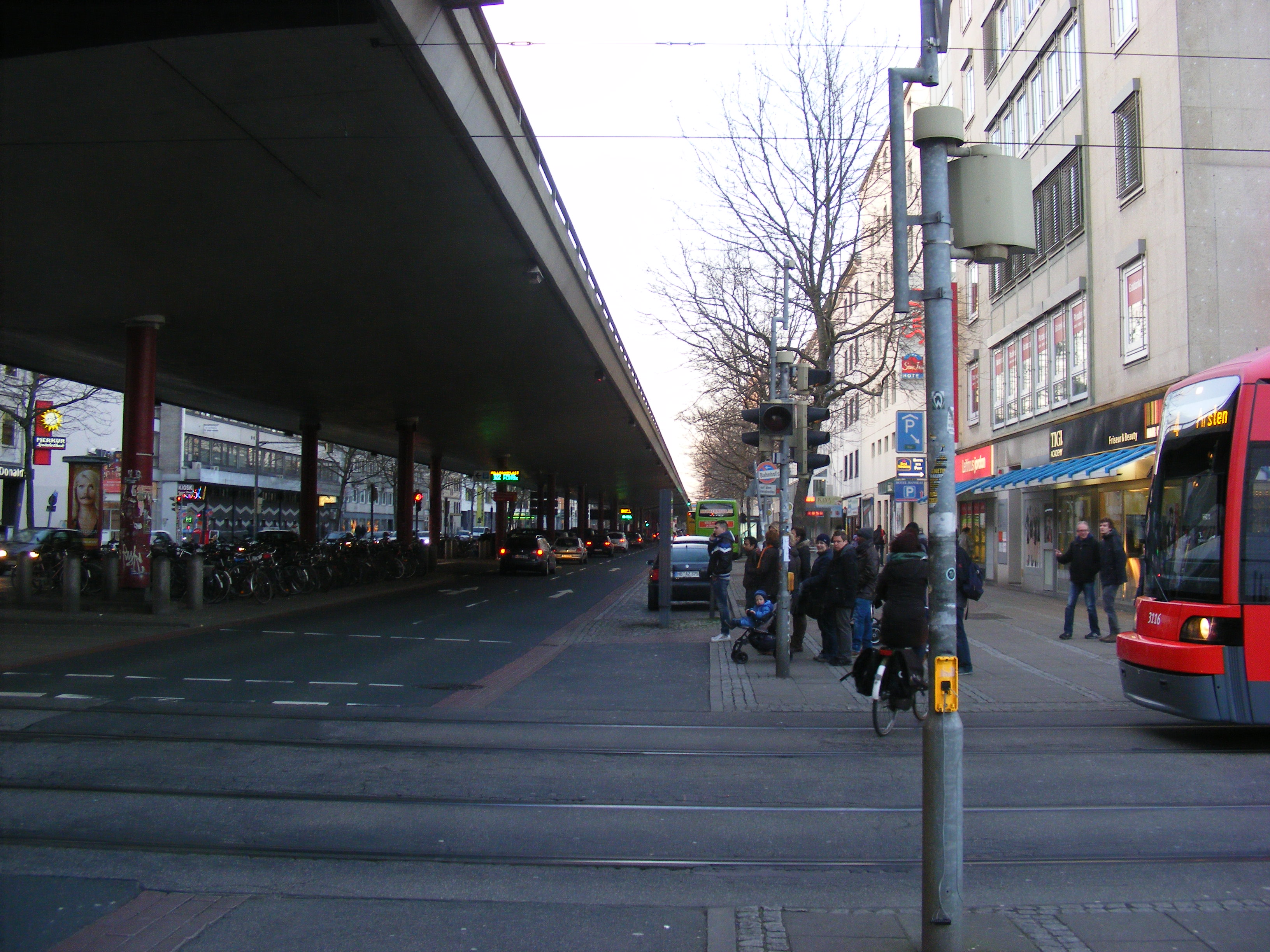
Kreuzung am Breitenweg

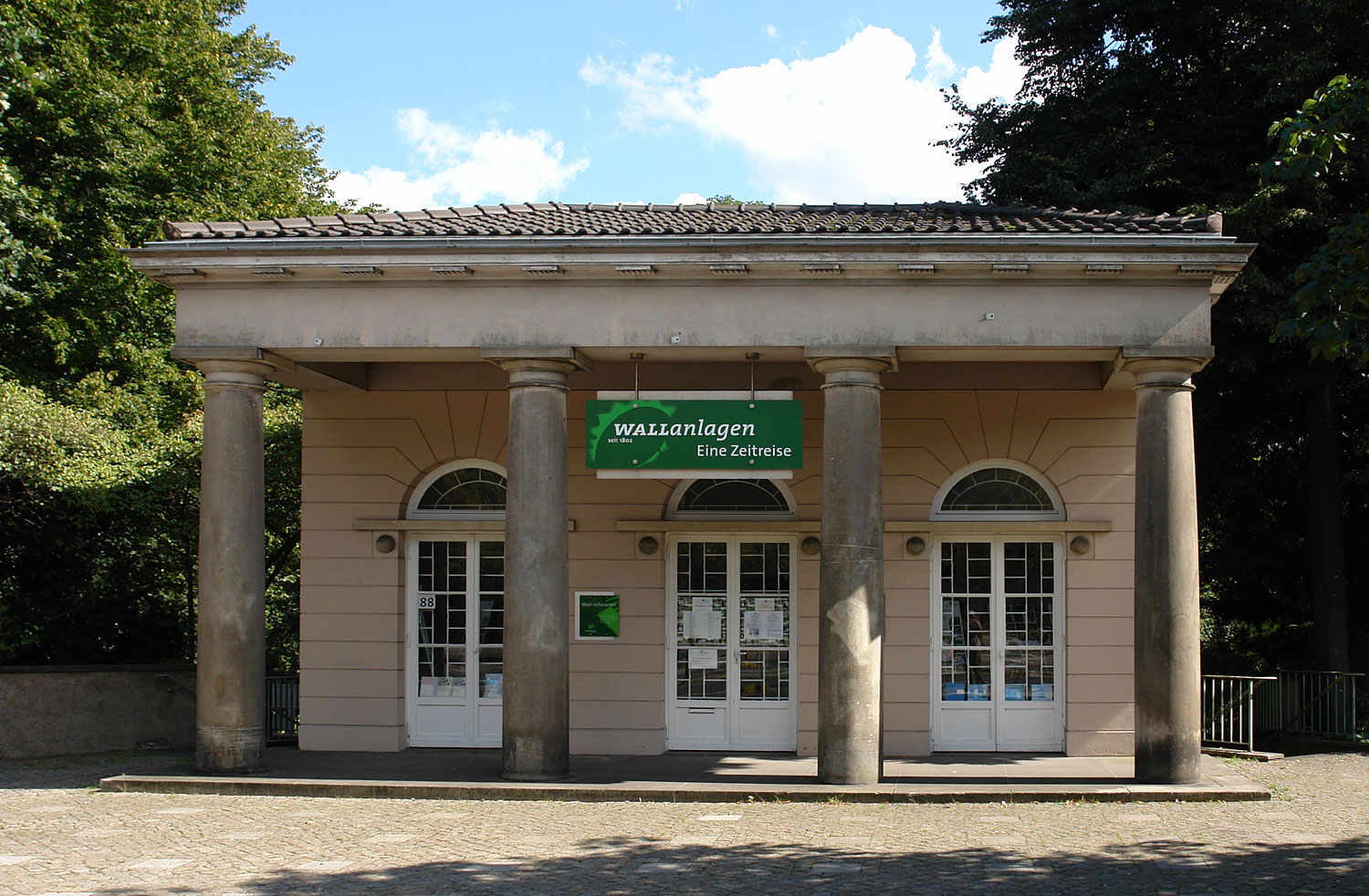
Nr. 88: Ansgarii-Torhaus

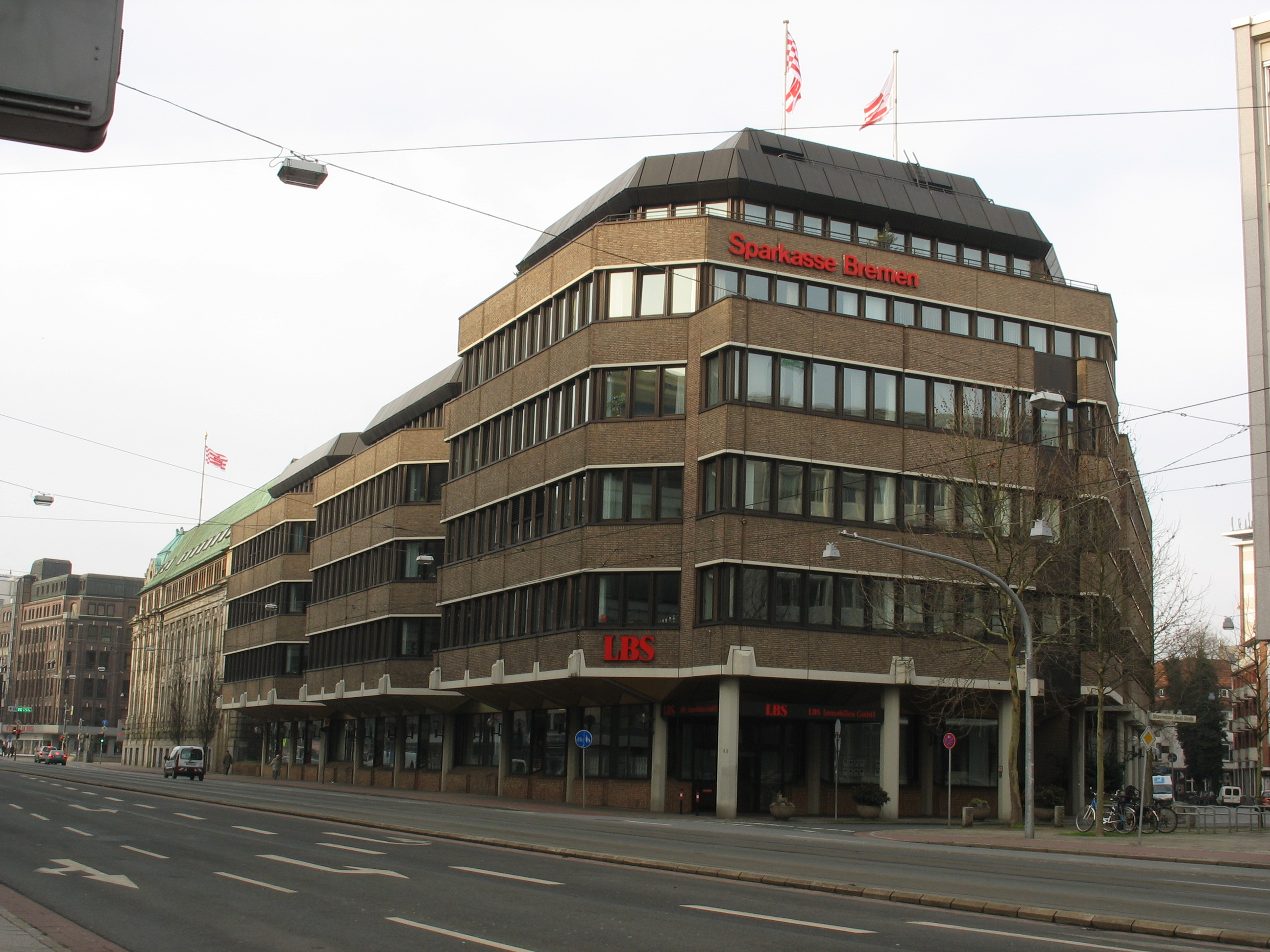
Sparkasse Bremen: Links: Altbau von Martens, Rechts: Erweiterungsbau von Müller-Menckens

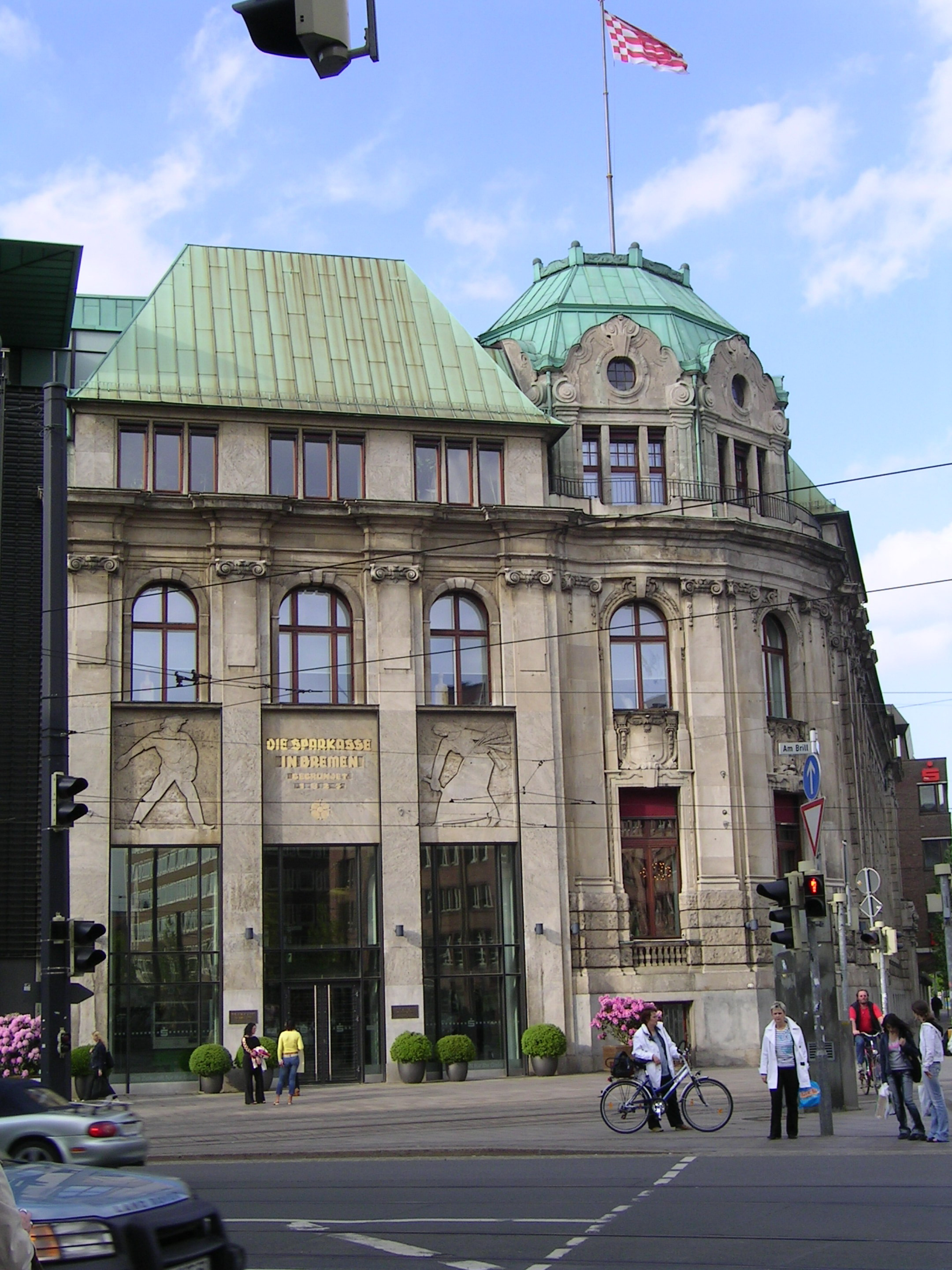
Sparkasse am Brill von 1906

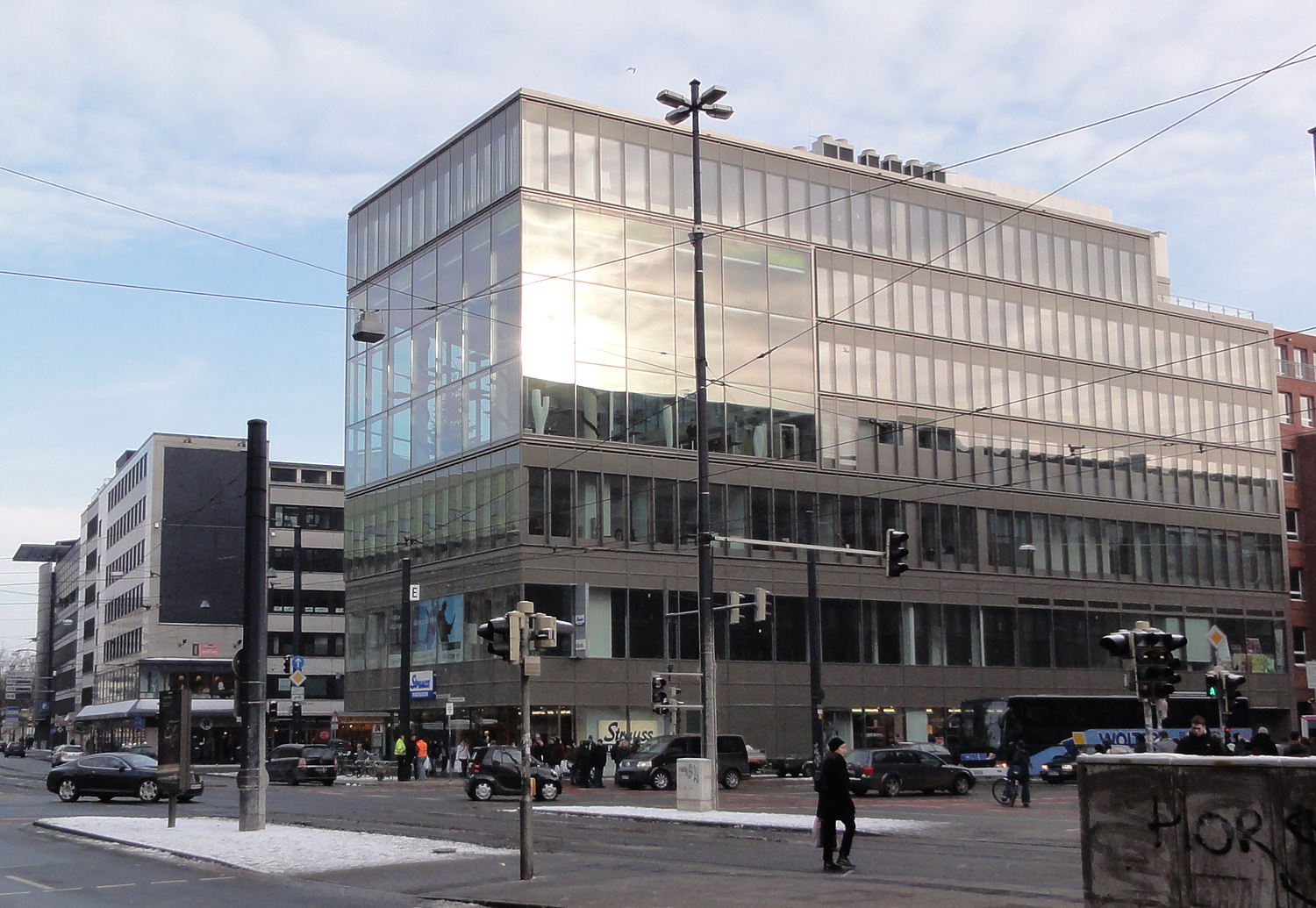
Brillissimo von 2010, Blick nach Norden

### Name
Die Straße wurde 1945 nach Bremens berühmtem Bürgermeister Johann Smidt (1773–1857) benannt, dem Gründer von Bremerhaven. Zuvor gab es seit 1890 eine Straße mit gleichem Namen in Bremen – Schwachhausen (heute Carl-Schurz-Straße).

Die Straße hieß in der Altstadt (Weser bis Wallanlagen) seit 1875 Kaiserstraße und im nördlichen Bereich (Wallanlage bis Bahnhof) seit der Mitte des 19. Jahrhunderts Georgstraße. Von 1938 bis 1945 hieß die Kaiserstraße General-Ludendorff-Straße.

### Entwicklung
Befestigungsanlage
Im Mittelalter umschloss landseitig eine Stadtmauer die Bremer Altstadt. Daraus wurde seit 1601 das Bremer Befestigungssystem. Im Dillich-Plan von 1603 durchquert eine breite Straße die Altstadt von der Weser zu den Wallanlagen, abgeschlossen durch ein Tor, eine Bastion und den Wallgraben. Im Murtfeldt-Plan von 1796 ist eine andere Straßenführung dargestellt. Vom beim Brill führt lediglich eine kleinere Straße bis zur Jacobistraße. Die ausgebaute Ansgarii-Bastion wird über die Öhlmühlenstraße erreicht.
Von 1802 bis 1811 wurden die Befestigungsanlagen entfernt und die Bremer Wallanlagen entstanden. Sie Stadt erweiterte sich nach Norden. 1847 kam für die Hannöversche Staatseisenbahn der erste Bahnhof Bremens, westlich vom späteren Hauptbahnhof. Die Georgstraße (heute der nördliche Teil der Bürgermeister-Smidt-Straße) entstand zwischen Bahnhof und Wallanlage/Ansgariitor.
Von 1873 bis 1875 wurde erst eine direkte Straßenführung vom Hannoverschen Bahnhof (später daneben der Bremer Hauptbahnhof) über die neu angelegte Kaiserstraße zur neuen Kaiser-Brücke über die Weser in Richtung Neustadt gebaut. Für diesen, die Altstadt trennenden Straßendurchbruch, mussten mehrere Straßen und viele Häuser weichen, darunter 1874 auch das alte Haus Seefahrt von 1663. Etwas westlich von der früheren Glockenstraße stieß die neue Straße auf die Weser. Der Bereich Am Brill und Hinter dem Brill blieb noch unübersichtlich.
1881 wurde von der Großen Bremer Pferdebahn die Ringbahn Nordstraße – Markt – Am Dobben – Bahnhof – Kaiserstraße bebaut. 1900 erfolgte von der Bremer Straßenbahn die Elektrifizierung der Pferdebahn.

1902 wurde aus verkehrstechnischen Gründen der Patz Am Brill als Knotenpunkt von Kaiserstraße, Hutfilterstraße und Am Neuen Weg/Faulenstraße ausgebaut. An der Kaiserstraße/Am Brill entstanden mehrgeschossige Wohn- und Geschäftshäuser.
1944, durch die schweren Zerstörungen im Zweiten Weltkrieg, blieben nur wenige ältere Gebäude erhalten.
Wiederaufbau: 1952 wurde die neue Bürgermeister-Smidt-Brücke eingeweiht, gestaltet nach Plänen von Friedrich Schumacher und Fritz Brandt.

1953 entstand der Martinidurchbruch als neue Straße zwischen Am Brill und Große Weserbrücke.
1960 sollte nach Vorstellungen von Max Säume ein elfgeschossiges Hochhaus am Brille am heutigen Standort des Brillissimos entstehen; es wurde aber nicht realisiert. Stattdessen kam 1964 die 4-geschossige Kaufhalle. Auch ein Plan von 1971 für ein 13-geschossiges Bürohochhaus für die Bremer Treuhand an der Weser zwischen Langenstraße und Schlachte kam nicht zur Ausführung, stattdessen viel später ein neungeschossiges Geschäftshaus.
Der Kreisverkehr der Kreuzung Am Wall/Ansgaritor, im Volksmund auch „Turbinenkreuzung“ genannt, war stark überlastet. Deshalb entstand 1972 ein sogenannter Fly-over, eine Straßenbrücke in Fahrtrichtung zur Straße Am Wall, mitfinanziert durch Horten, das damals sein Kaufhaus im Zentrum errichtete.
Die Bürgermeister-Smidt-Straße wird heute (Stand 2016) durch die Straßenbahn-Bremen-Linien 1 und 8 (Nord-Süd) sowie in einem kurzen Stück durch die Linie 10 (Ost-West) befahren.

## Gebäude und Anlagen
Erwähnenswert an der Bürgermeister-Smidt-Straße sind u. a.:
- Ecke Beim Handelsmuseum: 3-gesch. Übersee-Museum von 1896 nach Plänen von Oberbaudirektor Franzius, Beermann und Flügel; hier befand sich auch die Gewerbebank.
- Ecke Breitenweg: 3-gesch. Multiplex-Kino Übermaxx von 1998. Hier stand zuvor die Stadt- bzw. Staatsbibliothek Bremen von 1897 nach Plänen von Johann Georg Poppe, die 1944 teilweise zerstört, bis 1975 als Bibliothek und bis Mitte der 1990er Jahre als Lager des Überseemuseums genutzt wurde.
- Ecke Breitenweg: 4-gesch. Fruchthof Bremen/Haus Atlanta von 1955 nach Plänen von Wortmann und Schott.
- Nr. 27, Ecke Breitenweg Nr. 32: 8-gesch. BP-Haus mit Tankstelle von 1955 nach Plänen von Zill und 5-gesch. Bürohaus von Friedrich Schröder.[3]
- Nr. 16–82 und 27–61 Von Breitenweg bis Wallanlage: 4- bis 6-gesch. Wohn- und Geschäftshäuser
- Nr. 55/61 Ecke Wandrahm: 4-gesch. Bürohaus Hinrichs & Co. von 1955 nach Plänen von H. W. Behrens
- Nr. 63: 5-gesch., privatbetriebene Hochgarage am Wall von 1968 für rund 500 Stellplätze nach Plänen von Schott
- Nr. 69/Ecke Contrescarpe: 12-gesch. Wohnhochhaus von um 1973 nach Plänen von Morschel
- Nr. 88: Das Ansgarii-Torhaus an früheren Ansgarii-Tor wurde 1960 wieder hergestellt und steht unter Denkmalschutz.
- Die Bremer Wallanlagen trennen den nördlichen und den südlichen Teil der Straße.
- Nr. 95/Ecke Am Wall 103: 5- und 7-gesch. Bürohaus der AOK von 1958 nach Plänen von Martin Zill und Eberhard Kaiser.[4]
- Nr. : Hochgarage am Brill der Brepark für 950 Stellplätze
- Nr. 118: 5/6-gesch. Sparkasse am Brill: Erweiterungsbau von 1980 nach Plänen von Müller-Menckens, zuvor musste 1973 das Alte Zollamt abgerissen werden.
- Nr. 116: 3-gesch. Hauptsitz von 1906 bis 2020 der Sparkasse Bremen, Sparkasse am Brill als historisierender Bau nach Plänen von Martens (Berlin)
- Ecke Hutfizerstraße: Hier befand sich die 1944 zerstörtAdler-Apotheke in einem Haus von 1910 nach Plänen von August Abbehusen und Otto Blendermann[5]
- Am Brill, Ecke Hutfilterstraße:
  - zwei 2- und 3-gesch. bescheidene Eckhäuser von nach 1875 an der Hutfilterstraße[6]
  - zwei 4-gesch. prunkvolle, historisierende Geschäftshäuser, nun an der Kaiserstraße, eines davon wurde 1928 abgerissen.[7]
  - südliches 6-gesch. Eckhaus von nach 1928, seit 1933 DeFaKa-Kaufhaus, 1942 zerstört.
  - 7-gesch. Geschäftshaus Brillissimo von 2010 nach Plänen von Grüntuch-Ernst (Berlin) durch die Brebau
  - Nr. 116/118: 7-gesch. Geschäftshaus
- Am Brill 2: 6/7-gesch. Bettenhaus Wührmann von 1886 und Erweiterungsbau aus den 1980er Jahren
- Ecke Langenstraße: 4-gesch. Dreikaiserhaus von 1890 im Stil des Historismus nach Plänen von Friedrich Wilhelm Rauschenberg.  An der Fassade befanden sich die namensgebenden Steinfiguren der drei Kaiser Wilhelm I., Friedrich III. und Wilhelm II. des Deutschen Kaiserreichs. Im Erdgeschoss befand sich das Restaurant Richard Siegler. Das Haus ist nicht erhalten.
- Nr. 126–128, Ecke Langenstraße/Martinistraße: 6-gesch. Zürich-Haus (Büros) von 1995 nach Plänen von Gert Schulze
- Ecke Schlachte Nr. 32: 7-gesch. denkmalgeschütztes Geschäftshaus Vorsorge Versicherung von 1964 als Vorsorge-Haus (Büros) an der Weser nach Plänen von Hanns Dustmann (Düsseldorf)
- Ecke Langenstraße Nr. 71: 9-gesch. Geschäftshaus an der Weser

Unter Bremer Denkmalschutz stehen die Gebäude Übersee-Museum, der Fruchthof und das Ansgarii-Tor.
17 Bremer Stolpersteine befinden sich in der Straße (Nr. 27, 29, 40, 55, 57, 126 und Hochgarage) für ermordete und geflohene jüdische Bürger und andere Verfolgte.